# Готфрид III, граф Шпонгейма

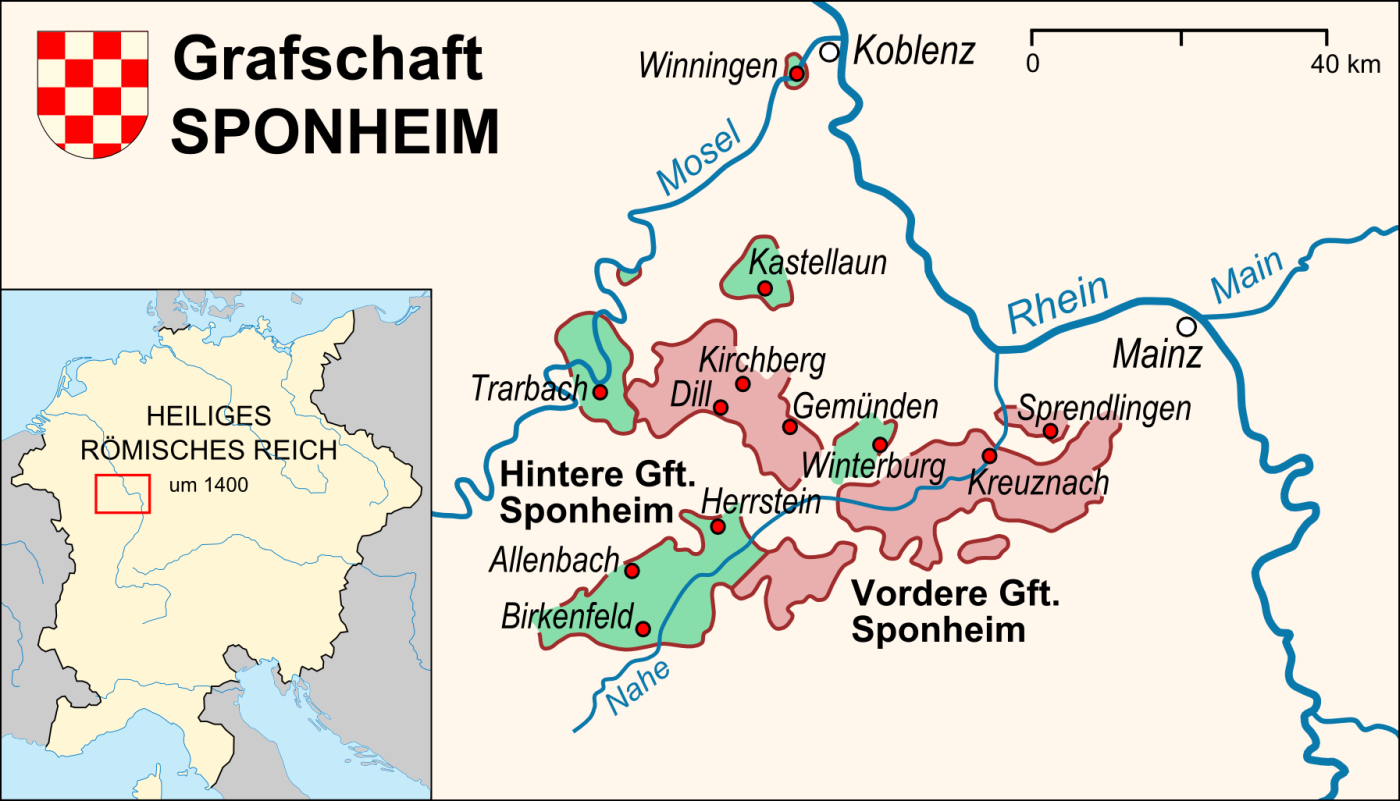

Готфрид III (нем. Gottfried III. von Sponheim; 1175/1185 — 1223) — граф Шпонгейма.

## Биография
Происхождение не выяснено. Согласно Europäische Stammtafeln — сын Готфрида II (о нём нет никаких достоверных сведений), рано умершего младшего сына Готфрида I.
Приблизительную дату рождения можно установить с учётом того факта, что его жена Адельгейда фон Зайн потом вторично вышла замуж и во втором браке родила троих детей. Это означает, что её дети от Готфрида III родились после 1200 года, а сам он — в промежутке 1175/1185.
После смерти отца — соправитель дядей: Вальрама (ум. после 1187), Генриха I (ум. 1197/1200), Альберта (ум. 1197/1200) и Людвига (ум. после 1193). Возможно, был сыном одного из них (если Готфрид II — вымышленное лицо).
Не позднее 1200 года стал единовластным правителем графства Шпонгейм.
Участник Пятого крестового похода (отправился в Святую землю в конце июля 1218 года) в составе немецкой армии во главе с Оливером Кёльнским.

## Семья
Был женат на Адельгейде фон Зайн — дочери графа Генриха II фон Зайна. Дети:
- Иоганн I (ум. 1266), граф Шпонгейм-Штаркенбурга и Зайна.
- Генрих (ум. 1258), граф Шпонгейма, сеньор Бланкенбурга и Лёвенбурга. Основатель рода сеньоров Хайнсберга.
- Симон (ум. 1264), граф Шпонгейм-Кройцнаха.

После смерти Готфрида III его вдова вышла замуж за Эберхарда V, графа фон Эберштайн.